# Eusthenomus wallisi
Eusthenomus wallisi är en skalbaggsart som beskrevs av Bates 1875. Eusthenomus wallisi ingår i släktet Eusthenomus och familjen långhorningar. Inga underarter finns listade i Catalogue of Life.